# Christian Heinrich Postel
Christian Heinrich Postel (* 11. Oktober 1658 in Freiburg/Elbe; † 22. März 1705 in Hamburg) war ein Jurist, epischer Dichter und Opernlibrettist.

## Leben
Christian Heinrich Postel war der Sohn des evangelischen Pastors Lorenz Postel († 3. November 1696) und seiner Ehefrau Dorothea Postel, geb. Isentrut. Sein Vater wurde 1675 an die Hamburger Heiliggeistkirche berufen. Durch den Wohnortwechsel besuchte Christian Heinrich Postel nun die Hamburger Gelehrtenschule des Johanneums. 1680 immatrikulierte er sich an der Universität Leipzig, um unter Christian Thomasius Rechtswissenschaft zu studieren. Eine Pestepidemie vertrieb ihn an die Universität Rostock, wo er am 10. Mai 1683 als Lizentiat beider Rechte seine Studien abschließen konnte. Mit seinem Kommilitonen, dem späteren Theologen und Historiker Jacob von Melle, bereiste er sechs Monate lang die Niederlande, England und Frankreich. Melles später gedrucktes Reisetagebuch bezeugt die vielseitigen Interessen beider Studenten, besonders für ausländische Universitäten und Bibliotheken.

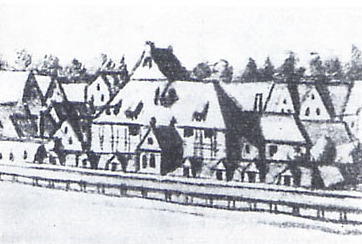
Oper am Gänsemarkt, Ausschnitt aus der Stadtansicht Paul Heineckens 1726

Nach Hamburg zurückgekehrt, eröffnete Postel eine juristische Praxis, mit der er Vermögen und Anerkennung in der Gesellschaft erwarb. Seine vielseitigen Interessen verschafften ihm den Ruf eines Privatgelehrten. Nach der Eröffnung der Oper am Gänsemarkt im Jahr 1678 bot sich ihm Gelegenheit, sich als Librettist zu betätigen. Von 1688 bis 1702 hat Postel insgesamt 28 Werke für das Opernhaus geschrieben.
Eine zweite Bildungsreise unternahm Postel vom 17. Januar bis zum 15. September 1700 in die Schweiz sowie nach Italien, wo er Kontakte mit den italienischen Akademien und ihren Gelehrten aufnahm. Nach Hamburg zurückgekehrt, versuchte er die Arbeit an seinem historischen Epos Der große Wittekind zu beenden, doch der Tod seines Freundes Gerhard Schott im Jahr 1702 belastete ihn. Das Epos wurde erst 1724 postum von Christian Friedrich Weichmann herausgegeben.
Christian Heinrich Postel starb 1705 an der Schwindsucht.

## Position
Postel wirkte in einer Zeit der Operngeschichte des 17. Jahrhunderts, die ganz im Zeichen des Einflusses der italienischen und französischen Oper stand. Zeichen hierfür waren die Gründungen der deutschen Spielstätten in Hamburg (1678: Oper am Gänsemarkt), Braunschweig (1690: Opernhaus am Hagenmarkt) und Leipzig (1693: Opernhaus Leipzig). Postel konnte – im Kreise seiner Kollegen Heinrich Elmenhorst, Barthold Feind und Christian Friedrich Hunold – eine Fülle von Libretti schreiben, in denen er seine eigene Form entwickelte und das Wort zurücktreten ließ.
Zeitgenössische Komponisten wie Johann Georg Conradi, Johann Philipp Förtsch, Reinhard Keiser, Johann Sigismund Kusser und Georg Philipp Telemann, schätzten die eleganten, leicht komponierbaren Libretti: Christian Heinrich Postel galt als einer der beliebtesten und meistgesuchten Operndichter Hamburgs. Als dichterisches Virtuosenstück erscheint 1692 seine Nachdichtung von Campistrons Tragödie Achille et Polixene für die Aufführung der gleichnamigen Oper von Lully und Colasse; eine derart enge französisch-deutsche Adaptation steht in der Musikgeschichte einmalig da.

## Werke (Auswahl)
1688
- Die heilige Eugenia, oder die Bekehrung der Stadt Alexandria zum Christenthum. Komposition von Johann Philipp Förtsch; UA 1688. Druck 1695

1689
- Kain und Abel, oder der verzweiflende Bruder-Mörder. Komposition von Johann Philipp Förtsch; UA 1689.
- Die betrübte und erfreute Cimbria. Komposition von Johann Philipp Förtsch; UA 1689.
- Xerxes in Abydos.

1690
- Die Groß-Mächtige Thalestris, oder Letzte Königin der Amazonen. Komposition von Johann Philipp Förtsch; UA 1690.
- Bajazeth und Tamerlan. Komposition von Johann Philipp Förtsch; UA 1690.

1691
- Die schöne und getreue Ariadne.
- Diogenes Cynicus.

1692
- Die Verstöhrung Jerusalems. Theil I (Eroberung des Tempels).
- Die Verstöhrung Jerusalems. Theil II (Eroberung der Burg).
- Die unglückliche Liebe des Achilles und der Polixena (Übersetzung von Capistrons Achille et Polixene).

1693
- Der Große König der Afrikanischen Wenden Gensericus.
- Der Königliche Printz aus Pohlen Sigismundus.

1694
- Der Wunderbarvergnügte Pygmalion.
- Der Groß-Mühtige Scipio Africanus.

1695
- Medea.
- Die Glücklich-wiedererlangte Hermione.

1697
- Der geliebte Adonis. Komposition von Reinhard Keiser; UA 1697.

1698
- Der bey dem allgemeinen Welt-Frieden von dem Großen Augustus geschlossene Tempel des Janus. Komposition von Reinhard Keiser; UA 1698.
- Der aus Hyperboreen nach Cymbrien übergebrachte güldene Apfel.

1699
- Die wunderbar-errettete Iphigenia.

1701
- Die Wunderschöne Psyche.

1702
- Der Todt des Grossen Pans. Eine Trauer-Musik zum Tode Gerhard Schotts.

## Werkverzeichnis
- Gerhard Dünnhaupt: Christian Heinrich Postel (1658–1705). In: Personalbibliographien zu den Drucken des Barock. Bd. 4, Hiersemann, Stuttgart 1991, S. 3128–3144, ISBN 3-7772-9122-6